# 5016 Migirenko
5016 Migirenko è un asteroide della fascia principale. Scoperto nel 1976, presenta un'orbita caratterizzata da un semiasse maggiore pari a 2,2955171 UA e da un'eccentricità di 0,1316103, inclinata di 3,64583° rispetto all'eclittica.